# Vendas (Carbonária)
Vendas foi uma estrutura orgânica de reunião da organização secreta de carácter político-religioso Carbonária.

## História
A origem do seu nome prende-se aos primórdios da fundação da Carbonária enquanto associação secreta, que exerceu a sua principal actividade desde o fim do século XVIII a meados do século XIX, os primeiros carbonários nas suas comunicações, usavam de expressões próprias dos ofícios porque eram denominados os seus membros em Itália (carbonari - carvoeiros) e, em França (fendeurs - lenhadores), assim ao lugar superior das reuniões davam o nome de Venda ou a casa onde se reuniam os mestres, mais do que o significado atual e corrente de Loja, que é o sinónimo de Venda, as Vendas eram os locais onde os Mestres medievais se reuniam com os seus aprendizes e lhes ensinavam o mester ou oficio.
Este nome foi utilizado em todas as carbonárias fundadas, em muitas era a única estrutura de reunião, noutras era o nome de estruturas orgânicas de base superior (onde se procedia a encontros conspirativos).

## Carbonária Portuguesa
Na Carbonária Portuguesa a Venda era uma estrutura orgânica superior que eram compostas idealmente por cinco Mestres que presidiam às Barracas e que nesta tinham o nome de Mestre de Venda.
Esta agregava, coordenava e governava assim as cinco Barracas, representadas pelos Mestres da Barraca, tendo sob as suas ordens cerca de quinhentos Bons Primos, este número de cinco poderia ser ou não o referenciado, embora pela lógica das organizações precedentes o fosse, pois segundo Luz de Almeida o número apontado era e cito: um número limitado de Barracas.
O seu Chefe era o Mestre da Venda e poderia ou não pertencer à Venda Jovem-Portugal.